# Erida (boginja)
Êrida je v grški mitologiji sestra boga Aresa; boginja prepira in nesloge.
Med zbrane boginje je vrgla zlato jabolko z napisom za najlepšo in s tem izzvala spor, ki ga je razrešil Paris v korist Afrodite.
Predzgodba: Jabolko spora;"Na poroki Ahilovih staršev, kralja Peleja in nereide Tetide, so se Hera, Atena in Afrodita sprle glede lepote. K poročnemu slavju so bili povabljeni vsi bogovi razen Eride, boginje prepira, ki je zato med svate iz maščevanja vrgla jabolko spora z napisom "Za najlepšo"". S tem je tudi povezano "seme" vojne v kateri se bojuje Ahil: Homer, Iliada. 